# Miljoona ruusua
Miljoona ruusua (svenska: En miljon rosor) är en finsk låt som först spelades in av Vera Telenius 1984. Samma år släppte också Katri Helena en version.

## Historia
Originallåten från 1981 komponerades av Raimonds Pauls och med text av Leons Briedis och titeln Dāvāja Māriņa. Året efter gjordes en rysk version av låten med artisten Alla Pugacheva, då med text av Andrei Voznesensky och titeln Million roz (Ryska: Миллион роз, "En miljon rosor"). Den ryska texten handlar om mötet mellan den georgiske målaren Niko Pirosman och dottern till en fransk skådespelerska. De flesta versioner av låten på andra språk baseras på den ryska texten, så även den finska versionen.
Dansbandet Vikingarna släppte 1985 en svensk version av låten med text av Jacob Dahlin och titeln Miljoner röda rosor.

## Versioner
- 1981: Dāvāja Māriņa på lettiska med Aija Kukule och Līga Kreicberga.
- 1982: Million roz på ryska med Alla Pugacheva.
- 1984: Miljoona ruusua på finska med Vera Telenius [4]
- 1984: Miljoona ruusua på finska med Katri Helena [5]
- 1984: Miljoona ruusua på finska med Pirjo Suojanen [6]
- 1984: Millió rózsaszál på ungerska med Kata Csongrádi [7]
- 1985: Miljoner röda rosor på svenska med Vikingarna (text av Jacob Dahlin)[3]
- 1987: 百万本のバラ (Hyaku-man-bon no bara) på japanska av Tokiko Kato [8]
- 1987: Miljoner rosor på svenska med Arja Saijonmaa (text av Lars Huldén)[9]
- 1988: 百万本のバラ (Hyaku-man-bon no bara) på japanska av Saki Kubota
- 1988: Miljoona ruusua på finska med bandet Santa Lucia[10]
- 1991: 백만송이 장미 (Baegmansong-i Jangmi) på koreanska av nordkoreanen Kim Kwang Suk[11]
- 1997: 백만송이 장미 (Baegmansong-i Jangmi) på koreanska av sydkoreanen Shim Soobong[12][13]
- 1997: Million alykh roz på ryska av Sergei Dikiy från musikgruppen Lesopoval[14]
- 2000: Miljon helepunast roosi på estniska av Üllar Jörberg[15]
- 2001: Dāvāja Māriņa meitenei mūžiņu på lettiska med lettisk-tyska sångaren Larisa Mondrus[16]
- 2003: Million alykh roz med Elena Ermanova[17]
- 2006: Miljoona ruusua på finska med Eero Aven[18][19]
- 2006: Triệu Đoá Hoa Hồng på vietnamesiska av Gia Huy[20]
- 2006: Million alykh roz med lettiska a cappella Cosmos[21]
- 2008: Gole Roz på persiska med Farzaneh[22]
- 2009: Milion Białych Róż på polska av Magda Niewińska[23][24]
- 2011: 백만송이 장미 (Baegmansong-i Jangmi) på koreanska av sydkoreanen Kim Jong-hyun[25]
- 2013: Million alykh roz med ukrainska sångaren Ani Lorak[26]
- 2013: Million de Roses på franska av Orchestre Dominique Moisan[27]
- 2014: Triệu Đoá Hoa Hồng på vietnamesiska av Hong Nhung[28]
- 2018: Million alykh roz på ryska av Egor Kreed[29]
- 2019: 百万本のバラ (Hyaku-man-bon no bara) på japanska av Kiyoshi Hikawa
- 2019: På mongoliska av Cinemagic Studio[30] [31]
- 2020: Miljoona ruusua på finska med finska duon Matti ja Teppo[32]
- 2020: Dāvāja Māriņa på lettiska av musikgruppen Melo-M feat. Dināra Rudāne.[33]
- 2020: Миллион алых роз med georgiska bandet Trio Mandili[34]
- 2021: Million Warde Smooqe med assyriska sångaren Madlen Ishoeva[35]